# Ensemble Nostri Temporis
Ensemble Nostri Temporis (ENT) — український ансамбль, який спеціалізується на виконанні сучасної класичної музики а також популяризації творчості сучасних композиторів, зокрема українських. Ensemble Nostri Temporis виступає також організатором мистецьких подій в Україні, присвячених новій музиці.
У 2007 році, тоді ще другокурники Олексій Шмурак та Максим Коломієць Національної музичної академії України імені П.І. Чайковського заснували Ensemble Nostri Temporis. За словами самого Олексія Шмурака: «Це був ансамбль, який грав сучасну академічну музику і робив різні мультимедійні проєкти» . З 2010 року директором ансамблю є львівський композитор Богдан Сегін.

## Музикографія
У 2012 ENT випустив свій перший аудіо-диск «LIVE», до якого увійшли твори п’яти українських композиторів нового покоління: Олексія Шмурака, Максима Коломійця, Богдана Сегіна, Анни Аркушиної та Олени Сєрової. Диск був присвячений п'ятиріччю Ensemble Nostri Temporis . 
у 2016 ENT записав аудіо-диск «Dialogues Without Borders», який було виданио у Польщі на лейблі «Requiem Records». До нього увійшли п’ять композицій: два твори польських композиторів (Даріуш Пшибильський та Єжи Корновіч) і три твори українських композиторів (Олексій Шмурак, Максим Коломієць та Богдан Сегін) .

## Творча діяльність
У 2010  участь у Дармштадських курсах нової музики  .
У 2012 році за ініціативи ENT в Україні регулярно проводять «Міжнародних майстер-класів нової музики COURSE» .
У 2014 році ENT виступили із програмою музики сучасних українських і німецьких композиторів у програмі «ensembl[:E:]uropa» на Західнонімецькому радіо .
У 2014 концертом на «Варшавській осені» дебютував масштабний польсько-український проєкт Neo Temporis Group – великий ансамбль, який був організований спільно учасниками ENT та польського струнного квартету NeoQuartet. У 2015 цей об’єднаний міжнародний колектив мав серію концертів у Польщі та Україні, а у 2016 здійснив велике гастрольне турне по Україні . 
У 2018 році в рамках проєкту Польської Республіки «100 на 100. Музичні десятиліття свободи», який присвячений 100-річчю незалежності Польщі, виконали у Львові твори п’ятьох сучасних польських композиторів .

## Сольна діяльність учасників гурту

### Олексій Шмурак
Олексій Шмурак разом з Олегом Шпудейком створили електроакустичний дует Блук, в якому практикує живі виступи, що базуються на темі інтердисциплінарності та нових форм взаємодії.
Дует реалізував низку проектів із художниками, віджеями, музикантами та поетами. У 2015 році курував коротку серію електроакустичних імпровізацій в Києві. У 2016 написав музику до відео-гри Bound від студій Plastic і Sony Santa Monica, та хореографії A Thread от Jean Abreu Dance .

### Максим Коломієць
Як виконавець брав участь у фестивалях “Музичні прем’єри сезону” (Київ), Міжнародний форум “Музика молодих” (Київ), “Music Marine Fest” (Одеса), “Kyiv Music Fest” (Київ), Міжнародний форум “Жінки в музиці” (Київ), “Fest der Innenhöfe” (Фрайбург, Німеччина), майстер-курсах “Ensemble-Akademie” (Фрайбург), Summer New Music Courses in Darmstadt (Darmstadt, Germany) .

### Богдан Сегін
У 2019 році мистецькому керівнику гурту  Богдану Сегіну було присуджено премію імені Б. М. Лятошинського  за вокально-інструментальний твір на духовну тематику «Між Сходом і Заходом. Містерія народження» . 